# Гейки, Арчибальд
Сэр Арчибальд Гейки (также А́рчибалд Ги́ки англ. Archibald Geikie; 28 декабря 1835, Эдинбург — 10 ноября 1924, близ Хейзелмира, Суррей) — шотландский геолог.
Член Лондонского королевского общества (1865), его президент в 1908—1913 гг. Иностранный почётный член Российской академии наук (с 1908).

## Биография
Арчибальд Гейки родился 28 декабря 1835 года в городе Эдинбурге, брат Джеймса Гейки — тоже геолог.
В 1871—1882 годах был профессором геологии в университете родного города. С 1882 года занял пост директора Геологического музея в Лондоне и генеральный директор Геологического комитета (Geological Survey) Великобритании.
Арчибальд Гейки умер 10 ноября 1924 года близ Хейзелмира.

## Награды
- Медаль Мурчисона (1881)
- Королевская медаль Лондонского королевского общества (1896)[6].
- Произведён в рыцари в 1891 году
- Кавалер ордена Бани (1907)
- Кавалер Ордена заслуг (1914)

## Избранная библиография
- «The story of a Boulder» (1858),
- «The phenomena of the glacial drift of Scotland» (1863),
- «Scenery of Scotland viewed in connection with the phisical geology»,
- «Geology» (1873),
- «Phisical geography» (1884),
- «Outlines of field geology» (1883),
- «Geological Sketches athom and abroad» (1882)[5].